# John Longstreth
John Longstreth (ur. 26 lutego 1976 w Burlington w stanie Wisconsin) – amerykański perkusista. John Longstreth znany jest przede wszystkim z występów w grupie muzycznej Angelcorpse, której był członkiem w latach 1996-1998 i 2006-2007. Następnie związał się z zespołem Origin. W 2009 roku dołączył do grupy Gorguts. Jest także członkiem zespołu Dim Mak. Współpracował także z takimi grupami jak: Malicious Intent, Murder Construct, Exhumed, Possession, Skinless oraz The Red Chord.